# إوز أسود (جنس)
البرنتية (الاسم العلمي: Branta) هي جنس من الطيور يتبع فصيلة البط من رتبة الإوزيات.